# Сан Менао (Фођа)
Сан Менао (итал. San Menaio) је насеље у Италији у округу Фођа, региону Апулија.
Према процени из 2011. у насељу је живело 248 становника. Насеље се налази на надморској висини од 3 м.